# Thomas Malory

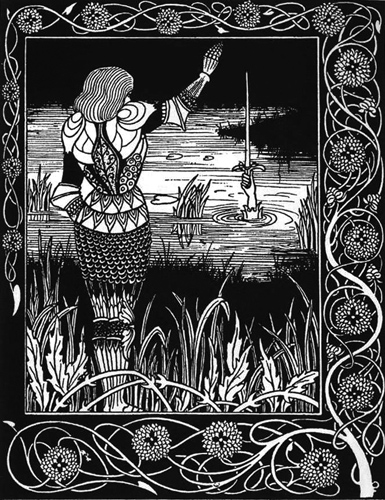
Sir Bedivere gooit het zwaard Excalibur het water in, waar het door een arm wordt opgevangen

Thomas Malory (circa 1405 - 14 maart 1471) was de auteur of samensteller van Le Morte d'Arthur, de beste en volledigste Middelengelse prozabehandeling van het verhaal van koning Arthur en zijn ridders. Met deze adaptatie van vooral Franse romances bewees Malory als eerste Engelse schrijver dat proza een even fijngevoelig middel kon zijn als poëzie. Van hem wordt gezegd dat hij met een vergelijkbare eenvoud hetzelfde met proza bereikte als Geoffrey Chaucer met poëzie. Volgens dichter en antiquair John Leland kwam Thomas uit Wales, maar anderen plaatsen hem in Warwickshire.
Naar verluidt werd hij geridderd in 1442 en werd in 1445 lid van het Britse parlement voor Warwickshire. In 1450 werd hij beschuldigd van moord en andere misdaden. In gevangenschap schreef hij de legendes van Arthur. William Caxton drukte het werk in 1485
De bronnen van de verhalen waren volkslegendes en waarschijnlijk verhalen die in Frankrijk werden verteld.